# مشاركة المحتوى
مشاركة المحتوى هو مصطلح جديد يصف مشروعًا مشتركًا بين العلامات التجارية والمذيعين والناشرين والمنتجين لإنشاء برنامج مرئي وصوتي عبر أي منصة إعلامية.  أصحاب المصالح في مشروع التمويل المشترك يشاركون في استغلال حقوق ذلك المحتوى والملكية الفكرية.
أكثر تجارية
ومشاركة المحتوى تُطبق الآن على البرامج الممولة من المعلن (AFP) حيث تمول العلامات التجارية بشكل مباشر العروض التلفزيونية.  وتسمح هذه المشاركات الجديدة للمعلنين أن يكسبوا حقوق استغلال موقع إلكتروني دون أن يمولوا بشكل كامل عملية إنشاء البرنامج الأصلي.
التغيرات التي حدثت في قانون المملكة المتحدة الخاص بموضعة المنتجات في مارس 2011 سوف تسمح أيضًا للمعلنين أن يمولوا بشكل مشترك المحتوى التلفزيوني الذي يميز علاماتهم التجارية في افتتاحية البرنامج.
بعض الأمثلة الحديثة لمشاركة المحتوى:
- كريبتون فاكتور بالمشاركة مع برنامج ساجا جروب على التليفزيون المستقل
- المصنع على قناة يوروسبورت بالمشاركة مع شركة فيلبس و أيه تي& تي ويليامز إف1
- TBA فودافون على  القناة الرابعة بالمشاركة مع  شركة فودافون
- معجون أسنان كريست في المبتدئ
- أمريكان إكسبريس في المطعم